# Die Elenden sollen essen

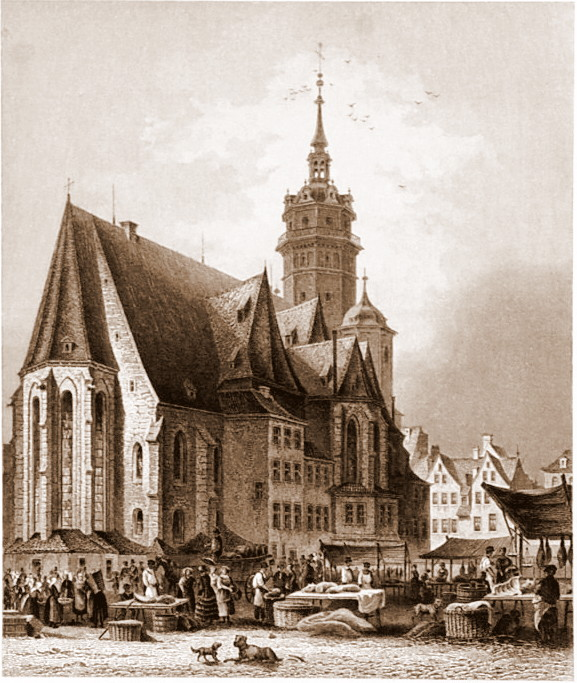
Église Saint-Nicolas de Leipzig, ca. 1850

Die Elenden sollen essen (Les pauvres auront à manger), (BWV 75) est une cantate religieuse de Johann Sebastian Bach composée à Leipzig en 1723.

## Histoire et livret
Bach a composé la cantate pour le premier dimanche après la Trinité et l'a dirigée pour la première fois lors du service de la Nikolaikirche, le 30 mai 1723, lors de sa prise de fonction au poste de Kantor. Pour cette destination liturgique, deux autres cantates ont franchi le seuil de la postérité : les BWV 20 et 39. Dès cette date, il était responsable d'éducation au Thomanerchor ainsi que des concerts lors des services habituels de la Thomaskirche et de la Nikolaikirche, et également pour un des deux services dans la Paulinerkirche jusqu'en 1725. Il entreprit de composer une cantate pour chaque dimanche et jour férié de l'année liturgique. Celle-ci est la première cantate de son premier cycle annuel de cantates.
La partition autographe est soigneusement écrite sur du papier ne provenant pas de Leipzig, probablement quand Bach vivait encore à Köthen. Il arrive à Leipzig le samedi 22 mai avec femme et enfants et n'a donc probablement pas le temps de composer pour le dimanche suivant.
Les lectures prescrites pour le dimanche étaient la Première épître de Jean, (1 Jean 4:16-21), et l’Évangile selon Luc, (Luc 16:19-31), sur la parabole du mauvais riche et du pauvre Lazare. Le poète inconnu commence la cantate par un verset du Psaume 22:26, (verset 27 dans la Bible de Luther), « les doux mangeront et se rassasieront : ils loueront le Seigneur qui les cherche : votre cœur vivra à jamais », rapprochant l'Évangile et l'Ancien Testament pour commencer. La cantate ultérieure pour la même occasion, Brich dem Hungrigen dein Brot, BWV 39, commence de la même façon avec une citation de l'Ancien Testament. Le poète développe le contraste entre "Armut und Reichtum" (richesse et pauvreté, riches et pauvres) en 14 mouvements élaborés, disposés en deux parties devant être jouées avant et après le sermon. Le thème de la deuxième partie expose l'alternative d'être pauvre ou riche en esprit. Les deux parties se concluent avec une strophe du choral de Samuel Rodigast, Was Gott tut, das ist wohlgetan, strophe 2 du mouvement 7, strophe 6 du mouvement 14.
Une chronique de Leipzig, Acta Lipsiensium Academica, a rapporté l'événement : « führte ... Hr. Joh. Sebastian Bach ... mit gutem applauso seine erste Music auf ». (... A dirigé ... avec de bons applaudissement sa première musique). « bons applaudissements » signifie « grande approbation » plutôt que de simples battements de mains.
Une traduction différente donne : «... le nouveau Cantor et Directeur du Collegium Musicum, M. Jean-Sébastien Bach, qui est venu ici de la cour du prince de Köthen, a donné ici sa première musique avec grand succès ».

## Structure et instrumentation
La cantate est composée pour quatre solistes, soprano, alto, ténor et basse, un chœur à quatre voix, une trompette, deux hautbois, un hautbois d'amour, deux violons, un alto et basse continue avec basson.
1e partie
- 1. chœur: Die Elenden sollen essen
- 2. récitatif (basse) : Was hilft des Purpurs Majestät
- 3. aria (ténor) : Mein Jesus soll mein alles sein
- 4. récitatif (ténor) : Gott stürzet und erhöhet
- 5. aria (soprano) : Ich nehme mein Leiden mit Freuden auf mich
- 6. récitatif (soprano) : Indes schenkt Gott ein gut Gewissen
- 7. choral : Was Gott tut, das ist wohlgetan, muss ich den Kelch gleich schmecken

2e partie
- 8. sinfonia
- 9. récitatif (alto) : Nur eines kränkt ein christliches Gemüte
- 10. aria (alto) : Jesus macht mich geistlich reich
- 11. récitatif (basse) : Wer nur in Jesus bleibt
- 12. aria (basse) : Mein Herz glaubt und liebt
- 13. récitatif (ténor) : O Armut, der kein Reichtum gleicht!
- 14. choral : Was Gott tut, das ist wohlgetan, dabei will ich verbleiben

Les deux parties sont composées selon le même arrangement d'alternances récitatif / aria avec un choral final. La deuxième partie s'ouvre avec une sinfonia au lieu d'un chœur.

## Musique
Bach marqua l'occasion en créant un chœur rappelant une ouverture à la française, avec une section lente en première partie avec un rythme pointé et une fugue rapide. Il choisit la même forme un an plus tard pour commencer son deuxième cycle annuel avec la cantate chorale O Ewigkeit, du Donnerwort, BWV 20. La composition peut également être considérée comme un prélude et fugue à grande échelle. Le prélude est de nouveau en deux sections séparées par un court intermède, à la façon d'un motet selon les différentes idées du texte. Dans la fugue, sur les mots Euer Herz soll leben ewiglich (votre cœur vivra à jamais), le sujet est développé à trois reprises, de nouveau séparées par des intermèdes.
Quatre des récitatifs sont secco, accompagnés seulement par le continuo, mais le premier de chaque partie est "accompagnato", égayé par les cordes. Dans les arias, la voix et les instruments partagent les mêmes thèmes. Les arias peuvent être considérées comme une suite de mouvements de danse française, le ténor comme une polonaise, l'air de soprano comme un menuet, l'air d'alto comme un passepied et l'aria de basse comme une gigue. La trompette ouvre la dernière aria puis accompagne la contrebasse en de virtuoses ornementations, ajoutant de la splendeur aux mots « Mein Herz glaubt und liebt » (Mon cœur croit et aime).
La musique des deux strophes du choral est identique. La mélodie n'est pas une simple mise en quatre parties comme dans la plupart des cantates ultérieures de Bach, mais les voix sont intégrées dans un concerto de l'orchestre dirigé par le violon et le hautbois. Le thème instrumental est dérivé de la première ligne de la mélodie du choral.
La sinfonia introduisant la 2e partie, chose rare dans les cantates de Bach, est particulièrement remarquable car c'est une fantaisie de choral sur la même mélodie du choral. La trompette qui a été silencieuse pendant toute la 1e partie, joue le cantus firmus opposé à une polyphonie de cordes, soulignant une fois de plus Was Gott tut, das ist wohlgetan (« Ce que Dieu fait est bien fait »).

## Sources
- (en) Cet article est partiellement ou en totalité issu de l’article de Wikipédia en anglais intitulé « Die Elenden sollen essen, BWV 75 » (voir la liste des auteurs).
- Gilles Cantagrel, Les cantates de J.-S. Bach, Paris, Fayard, mars 2010, 1665 p.  (ISBN 978-2-213-64434-9)